# SearchGPT
SearchGPT es un prototipo de motor de búsqueda desarrollado por OpenAI que fue lanzado el 26 de julio de 2024. Dispone de la funcionalidad de un motor de búsqueda tradicional combinada con capacidades avanzadas de inteligencia artificial. La función de búsqueda inteligente posicionó a la compañía como competidor directo del principal motor de búsqueda, Google. 
SearchGPT se presentó por primera vez en Estados Unidos como prototipo en una versión limitada a 10.000 usuarios de pruebas. Aunque OpenAI tiene la intención de incorporar las características de búsqueda en ChatGPT.
En marzo de 2024, el diario francés Le Monde y el grupo Prisa Media, que incluye publicaciones como El País, Cinco Días, AS o El Huffpost firman un acuerdo con OpenAI para contribuir con la formación y mejora de SearchGPT.
El 23 de agosto del mismo año la empresa firmó otro acuerdo de colaboración con Condé Nast, la editora propietaria de publicaciones como: Vogue, Architectural Digest, Glamour, GQ, Condé Nast Traveler, Vanity Fair y The New Yorker, para entrenar a su nuevo prototipo de buscador SearchGPT. Ambas colaboraciones permiten que los contenidos de esas publicaciones se enlacen de manera preferente tanto en ChatGPT como en SearchGPT.
En octubre de 2024, OpenAI integró las funciones de SearchGPT directamente sobre ChatGPT, permitiendo a lo suscriptores del plan Pus a acceder a las búsquedas en tiempo real desde la web.
En diciembre de 2024, OpenAI lanzó SearchGPT de forma gratuita para todos los usuarios, marcando un hito importante en su competencia con Google en el mercado de las búsquedas en línea, ya que esta expansión de SearchGPT representa un desafío significativo para Google en el ámbito de las búsquedas en línea, ofreciendo una alternativa basada en IA que podría cambiar la forma en que interactuamos con la información en internet.

### Características principales de SearchGPT[8]
- Acceso universal: Ahora disponible para todos los usuarios de ChatGPT, sin necesidad de suscripción de pago.
- Interfaz intuitiva: Permite realizar búsquedas de forma natural y conversacional.
- Respuestas generativas: Ofrece respuestas elaboradas con enlaces a las fuentes correspondientes.
- Integración con voz: La función de búsqueda se ha incorporado al modo de voz avanzado de ChatGPT.

### Ventajas sobre búsquedas tradicionales[8]
SearchGPT promete una experiencia más eficiente que los buscadores convencionales:
- Elimina la necesidad de realizar múltiples búsquedas para encontrar información de calidad.
- Proporciona respuestas directas y contextualizadas a las preguntas de los usuarios.
- Permite continuar la conversación y hacer preguntas de seguimiento.

### Disponibilidad y acceso[8]
La función estará accesible pronto para todos los usuarios de ChatGPT en:
- La plataforma web (chatgpt.com)
- Aplicaciones móviles para iOS y Android

Los usuarios verán un botón de "Buscar" cuando la función esté activada en sus cuentas.